# Pogoniulus
Pogoniulus és un gènere d'ocells de la família dels líbids (Lybiidae).

## Taxonomia
El gènere Pogoniulus va ser introduït el 1842 per l'ornitòleg francès Frédéric de Lafresnaye amb "Le Barbion mâle" (Levaillant), és a dir, Bucco pusillus (Dumont, 1805), com a espècie tipus, ara barbudet frontvermell. El nom del gènere és un diminutiu del nom Pogonias que havia estat introduït el 1811 per Johann Karl Wilhelm Illiger. «Pogonias» prové del grec antic «πωγωνιας/pōgōnias» que significa “barbut”.
Segons la Classificació del Congrés Ornitològic Internacional (versió 14.2, 2024) aquest gènere està format per 10 espècies:
- barbudet coronat (Pogoniulus coryphaea).
- barbudet de bigotis (Pogoniulus leucomystax).
- barbudet de carpó groc (Pogoniulus bilineatus).
- barbudet de carpó vermell (Pogoniulus atroflavus).
- barbudet escolopaci (Pogoniulus scolopaceus).
- barbudet frontgroc (Pogoniulus chrysoconus).
- barbudet frontvermell (Pogoniulus pusillus).
- barbudet gorjagroc (Pogoniulus subsulphureus).
- barbudet verd (Pogoniulus simplex).
- barbut de Makawa (Pogoniulus makawai).